# Casa del Sabater (la Vall de Boí)
La Casa del Sabater és una obra de la Vall de Boí (Alta Ribagorça) inclosa a l'Inventari del Patrimoni Arquitectònic de Catalunya.

## Descripció
Edifici de característiques més urbanes, que té dues botigues a la planta baixa i habitatges al pis, a més d'un magatzem en semi-soterrani.
La façana principal, arrebossada, està presidida per una tribuna al centre del pis, just sobre la porta d'una de les botigues. La façana lateral, amb un cert desordre a les obertures, és de maçoneria vista i té a la part més baixa la porta del soterrani.
La coberta, de geometria complexa, resol molt bé el gir de la cantonada, amb un carener a un sol nivell a les dues façanes.